# Бартолаче, Хосе Игнасио
Хосе Игнасио Бартолаче-и-Диас де Посада (исп. José Ignacio Bartolache y Díaz de Posada; 30 марта 1739, Санта-Фе, Гуанахуато — 10 июня 1790, Мехико) — новоиспанский (мексиканский) врач и математик. Пропагандировал рационалистическую философию и передовые естественнонаучные взгляды. Его издание «El Mercurio Volante» публиковало важные и любопытные новости по различным вопросам физики и медицины. Перевёл некоторые работы с испанского языка на язык науатль.

## Биография

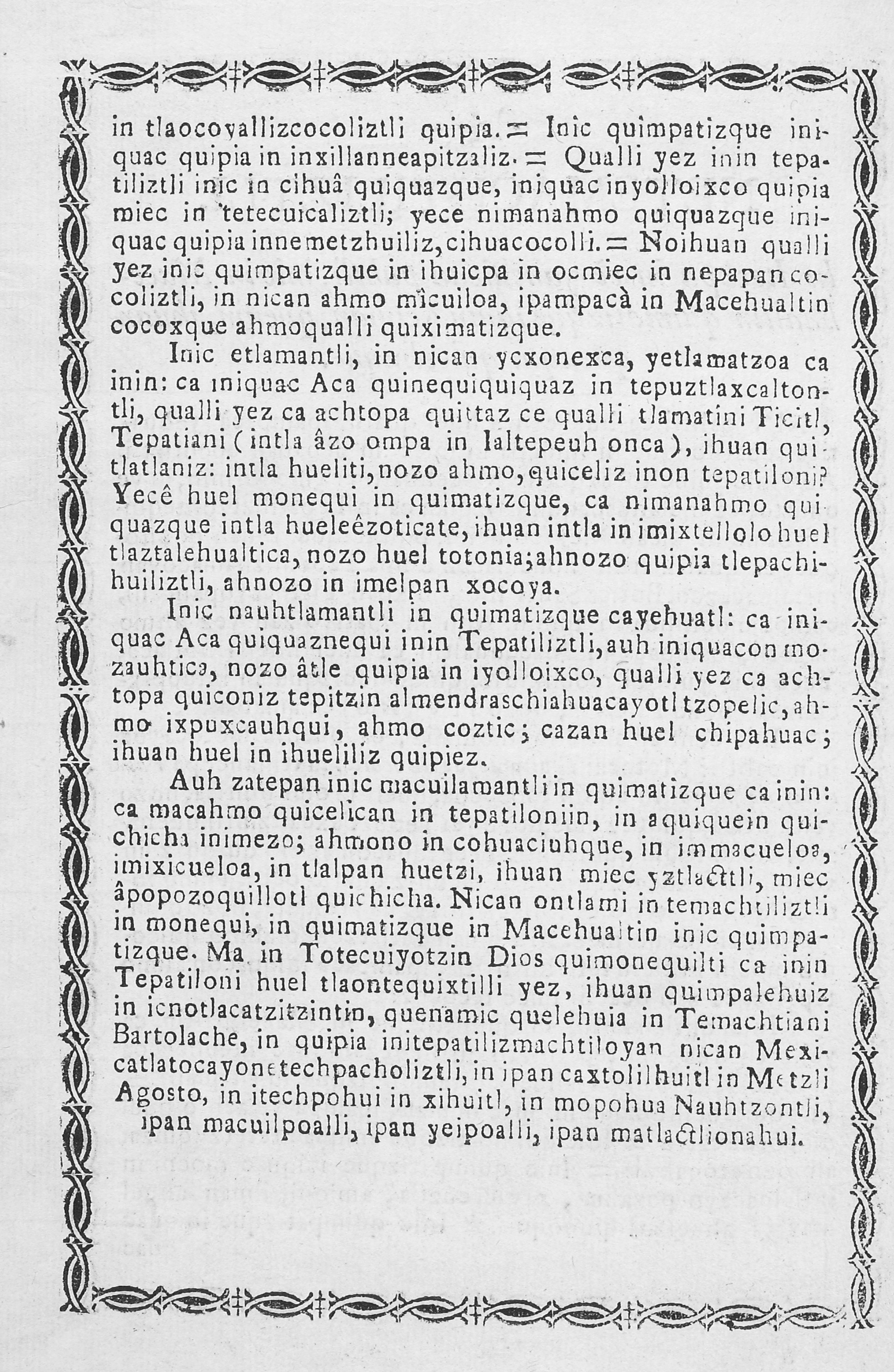
Перевод Бартолаче с испанского на науатль

Из небогатой семьи, его родителями были Хуан Хосе Бартолаче Ромеро-и-Камачо и Мария Матильда Диас Посада. Благодаря покровительству смог получить образование, изучал философию в Colegio de San Ildefonso в Мехико и теологию в Тридентской семинарии. Работал библиотекарем и учителем, учительствовал на юге страны, в том числе в Масатепеке. В 1764—1766 годы учился в Королевском и Папском университете Мексики (будущем Мексиканском университете), где получил степень бакалавра медицины, затем — лиценциата и доктора. С 1768 года он преподавал астрологию и математику в Королевском и Папском университете Мексики, заменив Хоакина Веласкеса де Леона. Благодаря знакомству с последним и увлёкся математикой, естественными науками и медициной.
С 1769 по 1771 год углубился в изучение астрономии, проводя наблюдения небесных тел вместе с Антонио Альсате и Хоакином Веласкесом де Леоном. На основе этих наблюдений и с помощью Антонио де Леон-и-Гамы удалось установить широту Мехико на 19° 26', что является наиболее точным измерением XVIII века. Среди прочего, также изучал феномен прохождения Венеры по диску Солнца, материалы исследования были опубликованы в Мехико и Париже (Observación astronómica del paso de Venus por el disco del Sol).
В 1769 году он опубликовал большой труд «Математические лекции», который посвятил вице-королю Карлосу Франсиско де Круа. В 1772 году сдал экзамены на получение степеней бакалавра и доктора. Издавал первый в Латинской Америке медицинский журнал «Меркурио Воланте» (Mercurio Volante), с октября 1772 года по февраль 1773 года опубликовал 16 номеров, в которых сообщалось о научных новостях из отраслей медицины и физики.
В области медицины работал над созданием лекарственных препаратов. Сообщения о них для широкого внедрения обнародовал на языке науатль и испанском. Помог предотвращать анемию, изобретя железосодержащие таблетки. Его деятельность выдалась особенно яркой во время эпидемии оспы 1779 года, в борьбе с которой он активно участвовал.
Тогда он выпустил работу «Наставление, могущее служить исцелению больных от эпидемии оспы, которой они страдали с конца лета текущего 1779 года» (Instrucción que puede servir para que se cure a los enfermos de las viruelas epidémicas que ahora se padecen desde fines del estío en el año corriente de 1779) или «Инструкция, которая может служить для лечения страдающих от эпидемии оспы, в настоящее время распространенной в Мексике» (Instrucción que puede servir para que se cure a los enfermos de las viruelas epidémicas que ahora se padecen en México), а позднее трактат «Возможные новости для здоровых и больных» (Noticias posibles para sanos y enfermos), который был переведен на науатль под названием «Нетемахтильцтли».
В 1782 году он был секретарем Академического подготовительного совета Трех благородных искусств Сан-Карлоса. Работал мелким чиновником при Монетном дворе, был пробирщиком Королевского монетного двора Мексики, пока его покровитель не обеспечил Бартолаче-и-Диасу выгодное назначение. Стал первым директором Департамента золота и серебра (1779—1790). Также состоял членом Королевского баскского общества друзей страны (Real Sociedad Bascongada de Amigos del País).
Умер 10 июня 1790 года. Попытка оспорить положения официальной версии чудесного явления Девы Гвадалупской вовлекла Бартолаче-и-Диаса в сложную научно-богословскую полемику, так что его «Брошюра о Гвадалупе» («Opúsculo guadalupano») была опубликована посмертно в том же году.

## Сочинения
- Instrucción para el buen uso de las pastillas marciales o fierro sutil. 1774;
- Instrucción que puede servir para que se cure a los enfermos de las viruelas epidémicas que ahora se padecen en México desde fines del estío en el año corriente de 1779. México, 1779.